# Велотренажёр

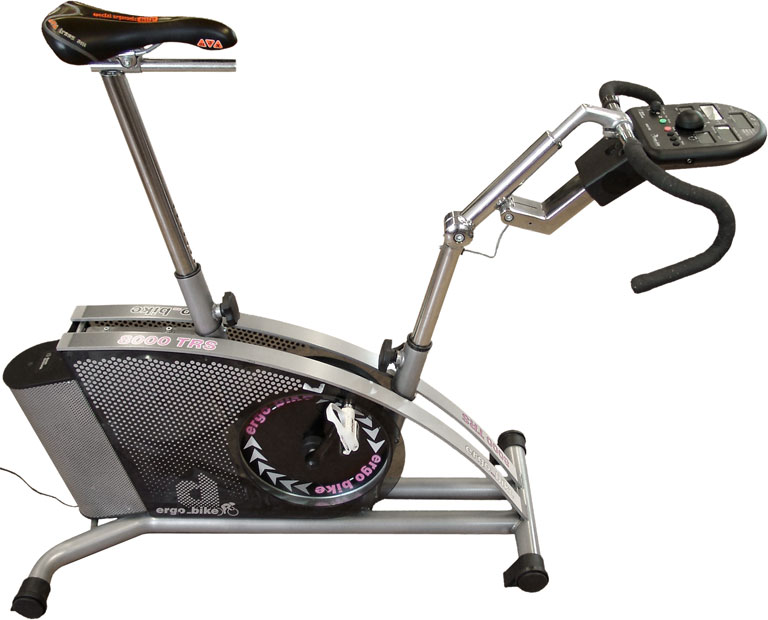
Велотренажёр

Велотренажёр — спортивный тренажёр, на котором крутятся педали, как на велосипеде, но который при этом остается на месте.

## Виды велотренажёров
Занятия на тренажёре нужны не только для поддержания спортивной формы, но имеют также лечебный характер. Велотренажёры применяются в оздоровительной и реабилитационной медицине. 
Существуют велотренажёры для занятий в лежачем положении, вертикальные велосипеды и домашние велосипеды для езды на специальных домашних велодорожках в помещениях (т.н. велостанок -- как правило, используются профессиональными спортсменами)
1. Простейший велотренажёр — с ременной системой сопротивления. Нагрузка регулируется за счёт натяжения ремня, охватывающего маховик. Такому тренажёру присуща также некоторая неравномерность нагрузки, что может навредить суставам.
2. Для тренировок с большими нагрузками применяются тренажёры с колодочным захватом диска. Неравномерность нагрузки практически отсутствует. Однако фрикционные тренажёры создают шум от трения.
3. Магнитные тренажёры создают нагрузку за счёт постоянных магнитов. Величина нагрузки регулируется перемещением магнитов к маховику. Неравномерности нагрузки практически нет, они абсолютно бесшумны и нагрузка изменяется в широком диапазоне, но это зависит от расстояния между маховиком и пластиной с магнитами каждой отдельной модели.
4. Велоэллипсоиды — тренажёры, которые позволяют пользователю крутить педали назад, чтобы задействовать те мускулы, которые не используются в обычной езде на велосипеде. Много велосипедов теперь включают жидкокристаллические дисплеи с выводимой информацией о дистанции, скорости вращения, времени и т. д.
5. Электромагнитные велотренажёры (велоэргометры) не имеют движущихся магнитов, так как величина нагрузки регулируется величиной тока, проходящего по обмотке электромагнитов. Они являются наиболее точными при подсчёте статистики тренировки. Однако, как правило, требуют подключения к электросети.
6. Мини-велотренажёры представляют собой только педали и механизм нагрузки, без седла или руля; они предназначены для выполнения кардио-упражнений без имитации езды. Они могут быть размещены на полу, рядом с сиденьем, могут приводиться в движение руками для иных форм тренировок. Эти устройства занимают меньше места чем другие типы и значительно более дёшевы.

Домашние тренажёры могут предоставить все те же возможности тренировки, что и в фитнес-клубе. Чтобы контролировать состояние человека во время тренировок, велотренажёр снабжён специальным компьютером. Он отображает такие характеристики, как частоту пульса, расход калорий, скорость и пройденное расстояние и время тренировки. В зависимости от уровня велотренажёра применяются разные варианты консолей, тренировочные программы и способы программирования которых могут существенно отличаться. Домашние тренажёры оснащены всем необходимым для того, чтобы даже неподготовленный человек смог достичь максимального результата.

## Занятия на велотренажёре
Велотренажёры используются для тренировок, увеличения общей выносливости и для восстановления повреждённых ног в рамках медицинских программ восстановления активности. Велотренажёр используется для физиотерапии из-за низкой сложности, комфортабельности и безопасности. 
занятия на тренажёре помогают:
- сбросить лишний вес (за счёт сжигания жиров);
- развить выносливость сердечно-сосудистой системы и дыхательной систем;
- улучшить циркуляцию крови во время занятий;
- укрепить мышцы ног.

При занятиях на велотренажёре следует соблюдать следующие правила:
- настройте высоту сиденья и подгоните рукоятку так, чтобы занятие не создавало дискомфорта;
- вращение педалей должно осуществляться не только пальцами ног, но и передней частью стопы;
- сидите прямо, не сутультесь;
- необходимо изучить показания электронного табло (при наличии);
- не перегружайте свой организм.